# Criacionismo (poesia)
Criacionismo ou creacionismo em língua castelhana, é uma estética vanguardista que compara o poeta a um "pequeno Deus", por sua mente criativa, criada pelo poeta chileno Vicente Huidobro.

## Criação e difusão
As bases do Criacionismo são lançadas em 1914 pelo poeta chileno Vicente Huidobro, vinculado com as correntes vanguardistas e experimentais europeias do século XX, em um manifesto intitulado "Nom serviam" e suas ideias seriam melhor explicitadas em manifestos posteriores. O mesmo Huidobro o introduziu na Espanha em 1919 o movimento que teria bastante influência sobre a obra de Federico Garcia Lorca, segundo as palavras deste último, possuindo bastante força entre alguns outros poetas da geração de 27. Entre seus seguidores se encontram os poetas espanhóis Juan Larrea e Gerardo Diego, que refletem os ideais criacionistas de Huidobro.

## Ideário
O criacionismo pretendia criar uma espécie de «álgebra da lenguaje», de forma que os signos linguísticos adquirissem valor por sua capacidade de refletir o sentimento estético e não pelo objeto a que se faz referência, por seu significado sustancial, físico.